# Abstinenzregel
Die Abstinenzregel ist ein Begriff aus der Psychoanalyse. Sie beschreibt den behandlungstechnischen Grundsatz der weitestgehenden Nichtbefriedigung der durch die Übertragung beim Analysanden hervorgerufenen Gefühle und Wünsche in Bezug auf den Therapeuten, sowie dessen Enthaltungsverpflichtung im Rahmen der Gegenübertragung.
Neben den Prinzipien von Neutralität und Gleichschwebender Aufmerksamkeit ist die Abstinenzregel ein Grundpfeiler psychoanalytischer Behandlungstechnik. Sie dient dem Durcharbeiten und der Bewusstmachung konflikthafter (libidinöser oder aggressiver) Bestrebungen des Analysanden im Rahmen des therapeutischen Arbeitsbündnisses. Durch Wiederholen und Erinnern im (geschützten) Rahmen der psychoanalytischen Behandlung soll eine Aufhebung des unbewussten Wiederholungszwangs und eine psychische Reintegration und Restrukturierung durch Stärkung des bewussten Ich des Patienten erreicht werden.

## Näheres
Die Abstinenzregel wendet sich an den Analytiker und den Analysanden zugleich, indem sie beide Seiten verpflichtet, „(…) ihre Beziehungsphantasien und -wünsche nicht im Handeln zum Ausdruck zu bringen.“ Als grundlegende, „gemeinsame Orientierung“ stellt sie eine wesentliche Rahmenbedingung der Therapie dar und „schützt (so) die psychoanalytische Situation“.
Laplanche und Pontalis definieren die psychoanalytische Abstinenz wie folgt: 

„Grundsatz, wonach die psychoanalytische Behandlung so geführt wird, daß der Patient die geringstmögliche Ersatzbefriedigung für seine Symptome findet. Für den Analytiker schließt er die Regel ein, dem Patienten die Befriedigung seiner Wünsche zu versagen und tatsächlich die Rolle zu übernehmen, die dieser bestrebt ist, ihm aufzudrängen. In bestimmten Fällen und an bestimmten Punkten der Behandlung gehört es zur Abstinenzregel, das Subjekt auf den Wiederholungscharakter seines Verhaltens hinzuweisen, der die Arbeit des Erinnerns und Durcharbeitens hemmt.“

Das analytische Behandlungskonzept rechtfertigt die mit der Abstinenzregel einhergehende Frustration und Erzeugung eines künstlichen Leidensdrucks durch eine libido-ökonomische Strategie: 

„Wir müssen, so grausam es klingt, dafür sorgen, daß das Leiden des Kranken in irgend einem wirksamen Maße kein vorzeitiges Ende findet. Wenn es durch die Zersetzung und Entwertung der Symptome ermäßigt worden ist, müssen wir es irgendwo anders als eine empfindliche Entbehrung wieder aufrichten.“

Die durch Versagung aufgestaute libidinöse Energie soll therapeutisch nutzbar gemacht werden; Ziel ist die libidinöse Besetzung der analytischen Situation selbst. Mit Hilfe des durch die therapeutische Versagung aufrechterhaltenen Leidensdrucks soll die Tendenz zum Agieren als Ausdruck der Befangenheit in unbewussten (leidenschaftlichen) Mustern durch Zustimmung zum methodischen Verzicht und Verbalisierung (als rein sprachliche Auseinandersetzung von Bewusstsein und Unbewusstem) ersetzt werden. Deutung und Einsicht als vertieftes und verbessertes Selbstverständnis ergänzen oder ersetzen schließlich den unmittelbaren Befriedigungsanspruch. Die Abstinenzregel erfordert und erzeugt so eine Verfassung des Bewusstseins, die in der nachfreudianischen Theoriebildung als „therapeutische Ichspaltung“ betitelt wird: Das Subjekt teilt sich im analytischen Prozess in eine (wieder)-erlebende und eine beobachtende Instanz.
Der Status der Abstinenzregel, ihre kunstgerechte Definition und praktische Anwendung werden mittlerweile zwischen den psychoanalytischen Schulen und einzelnen Autoren kontrovers diskutiert. Ursprünglich von Freud zum Schutz des Therapeuten vor den libidinösen Übergriffen seiner „hysterischen“ Patientinnen gedacht, dient die Abstinenz in der neueren Diskussion vor allem den Patienten selbst. Gefordert wird eine Grundhaltung, die sich der Gefahren bewusst ist, die bei Überschreitung des Abstinenzgebotes drohen: „Der Therapeut hat dafür Sorge zu tragen, dass er in einer Verfassung ist, die ihn davor schützt, sprachlich oder körperlich undiszipliniert, grenzüberschreitend, taktlos oder kränkend zu sein. Der Analytiker ist verpflichtet, seine therapeutische Rolle, Macht und Autorität nicht zur Befriedigung eigener aggressiver, erotischer und narzisstischer Bedürfnisse zu missbrauchen.“

## Verletzungen der therapeutischen Abstinenz
Ein Verstoß gegen die Abstinenzregel gefährdet oder zerstört die Grundlage des therapeutischen Beziehungsbündnisses und kann zu Traumatisierungen bei den Betroffenen führen. Sexuelle Handlungen werden daher als „Sexueller Missbrauch unter Ausnutzung eines Beratungs-, Behandlungs- oder Betreuungsverhältnisses“ gewertet und seit 1998 nach dem Strafgesetzbuch mit bis zu fünf Jahren Freiheitsentzug bestraft (§ 174c StGB).
Neben der Aufnahme einer manifesten sexuellen Beziehung zählen zu den typischen Verletzungen der Abstinenzregel nach Giulietta Tibone unter anderem:
- Aufnahme sonstiger privater Beziehungen zum Patienten
- Ausnutzen des Patienten als privaten Dienstleister oder Therapeut des Therapeuten
- Verletzung der Schweigepflicht (etwa bei Veröffentlichungen)
- Missachtung der Pflicht zur Neutralität in Form aggressiver Entwertung und Verunglimpfung des Patienten

Verstöße gegen die Abstinenzregel und deren teils gravierende Folgen werden in neuerer Zeit auch innerhalb der Institution Psychoanalyse für ihren Ausbildungsbetrieb, der sogenannten Lehranalyse, diskutiert: Hier ist es der Lehranalytiker, der seine exklusive Machtposition gegenüber dem Kandidaten missbraucht, ohne dass hinreichende Aufarbeitungs- und Bewältigungsmöglichkeiten bestehen. Der Machtmissbrauch wird so zur tabuierten Tradition von Therapeutengenerationen, deren Gehalt verleugnet und vertuscht wird.

## Medien
- Cécile Loetz, Jakob Müller: Das Abstinenzgebot. In: Rätsel des Unbewußten. Podcast zur Psychoanalyse und Psychotherapie (Folge 20).